# Qualificazioni al campionato europeo maschile di calcio 1984 - Gruppo 2
Il Gruppo 2 delle qualificazioni al campionato europeo di calcio 1984 ha incluso quattro squadre e vide la vittoria finale del Portogallo, che precedendo l'Unione Sovietica di un punto ebbe accesso alla fase finale.

## Classifica
| Team             | G | V | N | P | RF | RS | DR  | PT |
| ---------------- | - | - | - | - | -- | -- | --- | -- |
| Portogallo       | 6 | 5 | 0 | 1 | 11 | 6  | +5  | 10 |
| Unione Sovietica | 6 | 4 | 1 | 1 | 11 | 2  | +9  | 9  |
| Polonia          | 6 | 1 | 2 | 3 | 6  | 9  | -3  | 4  |
| Finlandia        | 6 | 0 | 1 | 5 | 3  | 14 | −11 | 1  |

## Incontri
| Arbitro: | Van Langenhove |

|                      |           |                                                    |
| Valvee 83’ Kousa 84’ | Marcatori | 16’ (rig.) Smolarek 27’ Dziekanowski 72’ Kupcewicz |

| Arbitro: | Scheurell |

|  |           |                   |
|  | Marcatori | 15’ Nené 89’ Toni |

| Arbitro: | Wöhrer |

|                            |           |          |
| Nené 2’ Fernando Gomes 82’ | Marcatori | 90’ Krol |

| Arbitro: | Baumann |

|                         |           |  |
| Baltacha 2’ Andreev 57’ | Marcatori |  |

| Arbitro: | Bjørnestad |

|                    |           |                  |
| Smolarek 2’ (rig.) | Marcatori | 13’ (aut.) Janas |

| Arbitro: | Hunting |

|                                                            |           |  |
| Cherenkov 16’ 63’ Rodionov 40’ Demyanenko 53’ Larionov 86’ | Marcatori |  |

| Arbitro: | Agnolin |

|            |           |                     |
| Boniek 16’ | Marcatori | 62’ (aut.) Wojcicki |

| Arbitro: | Krchňák |

|  |           |             |
|  | Marcatori | 75’ Blochin |

| Arbitro: | Tritschler |

|                                                                              |           |  |
| Rui Jordão 18’ Carlos Manuel 23’ Ikäläinen 47’ (aut.) José Luis 83’ Toni 86’ | Marcatori |  |

| Arbitro: | Keizer |

|                            |           |  |
| Demyanenko 10’ Blochin 62’ | Marcatori |  |

| Arbitro: | Eriksson |

|  |           |                   |
|  | Marcatori | 32’ Carlos Manuel |

| Arbitro: | Konrath |

|                       |           |  |
| Rui Jordão 44’ (rig.) | Marcatori |  |

## Classifica marcatori
2 reti
- Włodzimierz Smolarek (2 rig.)
- Rui Jordão (1 rig.)
- Carlos Manuel
- Nené
- António Oliveira
- Oleg Blokhin
- Fyodor Cherenkov
- Anatoliy Demyanenko

1 rete
- Keijo Kousa
- Ari Valvee
- Zbigniew Boniek
- Dariusz Dziekanowski
- Paweł Król
- Janusz Kupcewicz
- Fernando Gomes
- José Luis
- Sergey Andreyev
- Sergej Baltača
- Nikolay Larionov
- Sergey Rodionov

autoreti
- Jukka Ikäläinen (pro  Portogallo)
- Paweł Janas (pro  Finlandia)
- Roman Wójcicki (pro  Unione Sovietica)